# Laws of Cricket
Die Laws of Cricket sind die vom Marylebone Cricket Club (MCC) herausgegeben Cricketregeln, die weltweit die Grundlage für die Sportart Cricket bilden. Die früheste Form ist aus dem Jahr 1744 bekannt und wurde im Oktober 2017 in ihrer siebten grundlegenden Überarbeitung veröffentlicht. Der Cricket Weltverband International Cricket Council, der die Regeln für internationale Spiele festlegt, nimmt meist nur geringe Anpassungen an diesem Regelwerk vor.

## Geschichte
Die erste bekannte Ausgabe der Laws of Cricket stammt aus dem Jahr 1744 und wurde vom London Club unter Präsident Friedrich Ludwig von Hannover herausgegeben. Es war dabei eine Revision einer unbekannten Vorversion. Im Jahr 1788 gingen die Herausgeberrechte an den Marylebone Cricket Club über, der am 30. Mai des Jahres seine Revision veröffentlichte. Weitere grundlegende Revisionen, allgemein als Code bezeichnet, wurden an den folgenden Daten veröffentlicht:
- 20. Mai 1835
- 21. April 1884
- 7. Mai 1947
- 21. November 1979
- 3. Mai 2000
- 1. Oktober 2017

Zwischen diesen grundlegenden Revisionen gab es immer wieder kleinere Anpassungen.

## Aufbau
Die neuste Ausgabe der Laws of Cricket aus dem Oktober 2017 besteht aus einer Präambel und 42 Laws. Letztere sind wiederum in sechs Abschnitte aufgeteilt:
- Aufbau des Spiels (Setting up the game)
- Innings und Ergebnis (Innings and Results)
- Das Over, Erzielen von Runs, Toter Ball und Extras (The Over, Scoring Runs, Dead ball and Extras)
- Spieler, Substitute, Runners und Übung (Player, Substitutes, Runners and Practice)
- Appeals und Dismissals (Appeals and Dismissals)
- Unfaires Spiel (Unfair Play)

## Die Regeln

### Präambel
In der Präambel sind die grundlegenden Werte des Crickets niedergeschrieben. Dabei steht der Geist des Crickets (Spirit of Cricket) im Mittelpunkt. So gelten für das Spiel nicht nur die Regeln, sondern auch der Geist des Spiels als Grundlage. Dieser besteht unter anderem aus dem Respekt aller Beteiligten voreinander, der Akzeptanz von Schiedsrichterentscheidungen und Selbstdisziplin.

### Aufbau des Spiels (Laws 1 – 12)
In den ersten zwölf Regeln wird der grundlegende Aufbau des Spiels beschrieben.

#### Die Spieler (Law 1)
Es ist festgelegt, dass das Spiel von zwei Mannschaften mit jeweils elf Spielern bestritten wird, von denen jede einen Kapitän hat. Die Aufgaben des Kapitäns werden dabei genau umrissen, insbesondere hat er dafür zu sorgen, dass die Mannschaft den Geist des Crickets befolgt.

#### Die Umpires (Law 2)
Ein Spiel wird von zwei Umpires (Schiedsrichtern) beaufsichtigt, wobei jeder sich auf einer Seite des Pitches befindet. Ihre Aufgaben umfassen die Einhaltung der Regeln, Überwachung der Spielkonditionen wie beispielsweise Wetter und das Treffen von Entscheidungen im Rahmen der Regeln.

#### Die Scorer (Law 3)
Für jedes Spiel werden zwei Scorer festgelegt, die Aufzeichnungen über das Spiel anfertigen.

#### Der Ball (Law 4)
Der Ball hat ein Gewicht von 5,5 bis 5,75 Unzen (156–163 g) bei einem Umfang von 8.81 bis 9 Zoll (22,38–22,86 cm), wobei es besondere Abmessungen für Frauen- und Jugendcricket gibt. Pro Innings wird jeweils ein Ball verwendet. Ausgetauscht wird dieser entweder, wenn sich die beiden Kapitäne einig sind, oder bei Mehrtagesspielen nach 80 Overn. Sollte der Ball während des Spiels verloren werden, wird er durch einen möglichst vergleichbaren Ersatzball ersetzt.

#### Der Schläger (Law 5)
Der Bat (Schläger) hat vorgegebene Abmessungen und Gestalt.

#### Das Spielfeld (Law 6)

Der Pitch

Der Pitch, der die Hauptspielfläche beschreibt, hat eine Länge von 22 Yards (20,12 m) und ist 10 Fuß (3,05 m) breit. Er wird durch zwei Linien an den kurzen Seiten begrenzt.

#### Die Linien (Law 7)
Man unterscheidet zwischen drei Linien (Creases). Die Wurflinien (Bowling Crease) markieren die Enden des Pitches und haben eine Länge von jeweils 8 Fuß 8 Zoll (2,64 m). Diese sind gleichzeitig die Linien, an denen die Wickets aufgestellt sind. Die Schlaglinie (Popping Crease) liegt 4 Fuß (1,22 m) vor der Wurflinie und ist 6 Fuß (1,83 m) lang, ist jedoch nur Bestandteil einer imaginären unendlichen Linie. Die rechtwinklig zur Schlaglinie verlaufenden Seitenlinien (Return Crease) sind 2,64 m voneinander entfernt. Ihre Länge ist 2,44 m.

#### Die Wickets (Law 8)
Das Wicket besteht aus drei Stangen (Stumps), auf denen zwei Stöckchen (Bails) aufgelegt sind. Die Stangen erreichen eine Länge von 28 Zoll (71,12 cm) über dem Spielfeld und haben einen Durchmesser von 3,5–3,81 cm. Die Stöckchen sind 5,4 cm lang.

#### Vorbereitung und Wartung der Spielfläche (Law 9)
Um das Spielfeld vorzubereiten, liegt es im Aufgabenbereich des Stadionbetreibers, das Gras auf dem Pitch und dem restlichen Spielfeld zu mähen. Eine Wässerung des Pitches ist während des Spiels nicht zulässig. Während des Spiels steht es dem Kapitän der Schlagmannschaft frei, den Pitch walzen zu lassen.

#### Bedecken der Spielfläche (Law 10)
Während der Nacht und während Regen- und anderen Unterbrechungen wird der Pitch abgedeckt. Auch weitere Teile des Spielfeldes sollen, wenn möglich, bedeckt werden.

#### Pausen (Law 11)
Im Cricket ist ein Tag in drei Sessions eingeteilt, zwischen denen je eine Pause (Lunch bzw. Tea) vorgesehen ist. Auch werden kurze Pausen zwischen zwei Innings eingefügt, sowie, wenn notwendig, Trinkpausen. Die Länge der vorgesehenen Pausen zwischen den Sessions ist grundsätzlich der Vereinbarung der Kapitäne vorbehalten, die kürzeren Pausen liegen zwischen fünf und zehn Minuten. Wann eine Pause genommen wird, hängt zum einen an einer festgelegten Anzahl an Overn, zum anderen am Verlauf des Spieles. So kann eine Session verlängert werden, wenn ein baldiges Ende des Innings absehbar ist.

#### Beginn und Ende des Spiels (Law 12)
Die Umpires eröffnen das Spiel mit einem Call of Play. Ein Spiel dauert so lange, bis ein Ergebnis erzielt wurde oder bis die Spielzeit abgelaufen ist. Sollte letzteres für einen Tag eingetreten sein, teilen die Umpires dies durch einen Call of Time mit und entfernen die Bails des Wickets. Dabei muss sichergestellt sein, dass in der letzten Spielstunde vor dem Spielende mindestens 20 Over gebowlt wurden.

### Innings und Ergebnis (Laws 13 – 16)
Die vier Regeln dieses Abschnittes beschäftigen sich mit dem Ablauf des Spiels und dessen Bewertung.

#### Die Innings (Law 13)
Ein Innings ist ein Spielabschnitt im Cricket. Nach den Laws of Cricket muss vor dem Spiel eine Abmachung zwischen den beiden Mannschaften erfolgen, ob ein Ein-Innings-Spiel, bei dem jede Mannschaft ein Innings absolviert, oder Zwei-Innings-Spiel stattfindet. In der Praxis ist diese Abmachung zumeist durch die Regeln des Wettbewerbs, in dem das Spiel stattfindet, bereits festgelegt. Grundsätzlich, außer falls durch andere Regeln (wie das Follow-on) vorgegeben, werden die Innings alternierend ausgetragen, also dass die Schlagmannschaft mit jedem Innings wechselt. Es ist festgelegt, dass ein Innings dann beendet ist, wenn entweder alle Wickets der Schlagmannschaft verloren sind, kein weiterer Batsman zur Verfügung steht, eine Deklaration oder Forfeiture erfolgt oder die Endzeit oder festgelegte Overanzahl erreicht wurde. Vor dem ersten Innings gibt es einen Münzwurf, dessen Gewinner entscheidet, ob er zunächst als Schlagmannschaft oder Feldmannschaft auftreten möchte.

#### Das Follow-on (Law 14)
Sollte die Schlagmannschaft des zweiten Innings in einem Zwei-Innings-Spiel einen hohen Rückstand haben, nachdem beide Mannschaften ihr Innings abgeschlossen haben, obliegt es dem Kapitän der anderen Mannschaft, eine Entscheidung zu treffen. Entweder er lässt seine Mannschaft regulär als Nächstes als Schlagmannschaft das zweite Innings absolvieren oder er bittet die gegnerische Mannschaft, ihr zweites Innings als Schlagmannschaft zu absolvieren. Hintergrund ist dabei, dass bei einem hohen Rückstand das Spiel verkürzt werden kann und somit ein Ergebnis innerhalb der Spielzeit wahrscheinlicher ist.

#### Deklaration und Forfeiture (Law 15)
Sollte eine Schlagmannschaft noch nicht alle Wickets verloren haben, aber dennoch das Innings beenden wollen, kann ihr Kapitän dies mit einer Deklaration vollziehen. Um ein Spiel abzukürzen, kann ein Kapitän auch darauf verzichten, ein Innings überhaupt zu beginnen. In diesem Fall spricht man von Forfeiture. Ziel ist in beiden Fällen zumeist, die Wahrscheinlichkeit zu erhöhen, dass vor Ablauf der Spielzeit noch ein Ergebnis erzielt wird.

#### Das Ergebnis (Law 16)
Das Ergebnis eines Cricketspiels wird nach dem Ende der zu absolvierenden Innings festgestellt. Sollten beide Mannschaften ihre Innings vollständig absolviert haben, gewinnt die Mannschaft mit den meisten Runs, die andere Mannschaft verliert. Sollten beide Mannschaften die gleiche Anzahl von Runs haben, gibt es ein Unentschieden (Tied). Sollten in einem Zwei-Innings-Spiel nicht alle vier Innings abgeschlossen werden, so ist das Ergebnis ein Remis (Draw). Das Ergebnis wird dann nach einer vorgegebenen Weise als Text formuliert. Es ist die Aufgabe der Schiedsrichter, das Ergebnis festzustellen und mit den Scorern abzugleichen. Ist dieses geschehen, erlauben es die Regeln nicht mehr, das Ergebnis nachträglich zu ändern. Die Regeln beschreiben noch eine Reihe von weiteren Möglichkeiten, wie diese vier Grundergebnisse einer Mannschaft erzielt werden können, beispielsweise dadurch, dass ein Umpire das Spiel einer Mannschaft zuerkennt.

### Das Over, Erzielen von Runs, Toter Ball und Extras (Laws 17 – 23)
In den folgenden sieben Regeln wird das Erzielen von Punkten durch die Schlagmannschaft behandelt.

#### Das Over (Law 17)
Ein Over ist ein Unterabschnitt eines Innings und besteht aus sechs regulären Bällen eines Bowlers von einer Seite des Pitches. Für jedes Wide und jeden No Ball muss ein weiterer Ball in dem Over geworfen werden. Maßgeblich beim Zählen der Bälle ist die Zählung des Umpires; verzählt dieser sich, gilt weiterhin seine Zählung. Ist das Over abgeschlossen, übernimmt ein anderer Bowler der Feldmannschaft und bowlt sein Over von der anderen Seite des Pitches.

#### Erzielen von Runs (Law 18)
Runs, also die Punkte einer Mannschaft, werden dadurch regulär erzielt, dass ein Batsman nach dem Schlag des Balles von einer Seite des Pitches über die Schlaglinie auf der anderen Seite des Pitches gelangt. Dafür gibt es jeweils 1 Run. Andere Möglichkeiten, Runs zu erzielen, sind entweder ein Schlagen des Balles über die Spielfeldbegrenzung (Boundary), oder durch Strafen für die Feldmannschaft.

#### Boundaries (Law 19)
Vor dem Spiel bestimmen die Umpires die Spielfeldbegrenzung. Gelingt es einem Batsman, den Ball im Spiel direkt über diese Begrenzung zu schlagen, erhält seine Mannschaft 6 Runs. Kommt der Ball vorher auf und gelangt dann über die Begrenzung, werden 4 Runs vergeben.

#### Toter Ball (Law 20)
Das Konzept des toten Balls legt fest, wann ein Ball im Spiel ist und somit Runs oder Wickets erzielt werden können, und wann nicht. Der Ball ist ab dem Zeitpunkt nicht tot, wo der Bowler seinen Lauf zur Wurflinie beginnt und damit sein Bowling einleitet. Tot ist der Ball grundsätzlich dann, wenn er nach dem Zeitpunkt des Ins-Spiel-Bringens in den Händen des Wicket-Keepers oder Bowlers final zur Ruhe kommt. Weitere Möglichkeiten sind das Erzielen eines Boundary, der Verlust eines Wickets eines Batsmans oder eine Unspielbarkeit des Balles, beispielsweise weil dieser sich in der Kleidung eines Spielers verfangen hat.

#### No Ball (Law 21)

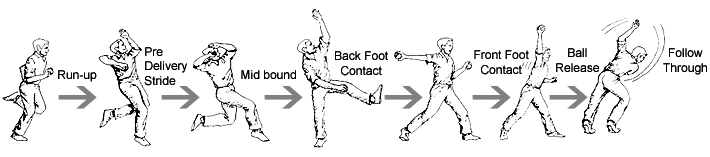
Der Bewegungsablauf beim Bowlen

Der Bowler hat eine Reihe von Regeln zu befolgen, um einen gültigen Wurf zu vollziehen. So muss er den Umpire vor dem Wurf informieren, mit welchem Arm er den Ball bowlen möchte und auf welcher Seite des Wickets er anlaufen möchte. Auch ist seit dem Underarm incident das Werfen nicht mehr von unten erlaubt. Ausdrücklich ist das Werfen des Balles untersagt. Dies bedeutet, dass der Arm des Bowlers, nachdem er von hinten ausholend Schulterhöhe erreicht hat, nicht mehr weiter gestreckt werden darf. Auch muss der vordere Fuß des Bowlers beim Abwurf die Schlaglinie berühren und beide Füße dürfen die Seitenlinien nicht berühren. Ferner darf der Ball nur einmal auf dem Pitch auftreffen, ein Rollen ist beispielsweise nicht erlaubt. Auch darf der Ball nicht über den Kopf des Batsman geworfen werden. Bei Verletzung dieser Regeln wird auf No Ball entschieden und der Schlagmannschaft 1 Run gutgeschrieben. Weitere Möglichkeiten, ein No Ball zu erzielen, sind gegeben, wenn Spieler sich nicht auf den vorgeschriebenen Positionen auf dem Feld befinden.

#### Wide Ball (Law 22)
Wenn ein korrekter Ball geworfen wurde, wird auf Wide entschieden, wenn der Ball so weit vom Batsman entfernt geworfen wird, dass dieser den Ball nicht mit einem normalen Schlag erreichen kann. Dabei wird auch berücksichtigt, ob er den Ball erreichen hätte können, wenn er sich auf der normalen Position eines Batsmans befunden hat.

#### Bye und Leg Bye (Law 23)
Sollte der Ball vom Batsman nicht mit dem Bat, sondern mit der Kleidung oder einem Körperteil berührt werden, werden die erzielten Runs als Leg Bye gewertet. Sollte der Batsman den Ball verfehlen, aber dennoch einen Run erreichen, gelten sie als Bye. In beiden Fällen werden die Runs zwar der Schlagmannschaft zugeschrieben, jedoch nicht auf das persönliche Konto des Batsman eingetragen.

### Spieler, Substitute, Runners und Übung (Laws 24 – 28)
In den folgenden fünf Regeln werden die Positionen abseits des Bowlers und Batsman sowie Ersatzspieler behandelt.

#### Abwesenheit des Feldspielers; Substitute (Law 24)
Bei Verletzung eines Feldspielers oder einem anderen akzeptablen Grund des Fernbleibens (z. B. Toilettengang) darf ein Substitute eingewechselt werden, welcher aber nicht als Bowler oder Kapitän agieren darf. Des Weiteren gibt es genaue Vorschriften, was passieren soll, wenn ein Spieler ohne akzeptable Begründung das Spielfeld verlässt oder zu Spielbeginn nicht betreten hat.

#### Innings des Batsman; Runners (Law 25)
Sollte ein Batsman nach einer im Spiel erlittenen Verletzung zwar in der Lage sein, den Ball noch zu schlagen, aber das Laufen zwischen den Wickets nicht mehr adäquat absolvieren können, so besteht die Möglichkeit eines Runners. Dieser muss dann in voller Montur die Läufe für den Batsman erledigen.

#### Üben auf dem Spielfeld (Law 26)
Übungen mit dem Ball zum Aufwärmen sind ausschließlich auf dem äußeren Feld erlaubt und in keinem Fall auf dem Pitch.

#### Der Wicket-Keeper (Law 27)
Der Wicket-Keeper steht hinter dem Batsman und ist der Feldspieler, der den Ball fängt, wenn der Batsman diesen mit seinem Schläger verfehlt. Er ist der einzige Spieler auf dem Feld, der Handschuhe tragen darf.

#### Der Feldspieler (Law 28)
Feldspieler dürfen nur mit ihren Körperteilen den Ball abfangen, das Nutzen von Kleidung (beispielsweise einer Mütze), um den Ball einfacher zu fangen, ist nicht erlaubt. Auch gibt es Restriktionen für die Feldpositionen der einzelnen Spieler und inwieweit sie sich bewegen dürfen, wenn der Bowler für seinen Wurf anläuft.

### Appeals und Dismissals (Laws 29 – 40)
In diesen zwölf Regeln wird festgeschrieben, wie ein Batsman ausscheiden kann.

#### Der Fall des Wickets (Law 29)
Sobald eines der Stöckchen (Bail) von den Stangen (Stumps) fällt, ist das Wicket gefallen. Der Schiedsrichter baut es wieder auf, sobald ein toter Ball eintritt.

#### Batsman außerhalb seines/ihres Bereiches (Law 30)
Wenn ein Batsman weder einen Körperteil noch den Schläger hinter der Schlaglinie hat, ist er solange außerhalb seines Bereiches. Auch ist festgelegt, welche Seite des Pitch zu welchem Batsman gehört, was entscheidend ist, wenn es zu einem Run out kommt.

#### Appellieren (Law 31)
Ein Batsman darf vom Umpire nur „aus“ gegeben werden, wenn die Feldmannschaft zuvor appelliert hat. Als Appell, der alle Formen von Dismissals abdeckt, ist der Ausruf „How's That?“ festgeschrieben. Daraufhin fällt der Umpire seine Entscheidung; sollte er für seine Zuständigkeiten keinen Regelverstoß festgestellt haben, wird er keine Antwort geben. Der Appell kann vom Kapitän der Feldmannschaft auch wieder zurückgezogen werden.

#### Bowled (Law 32)
Wird der Ball vom Bowler gebowlt, vom Batsman nicht abgewehrt und bringt das Wicket zu Fall, ist der Batsman out bowled und verliert sein Wicket.

#### Caught (Law 33)
Wenn der Ball nach dem Schlag des Batsman direkt aus der Luft gefangen wird, ist der Batsman out caught und verliert sein Wicket.

#### Hit the ball twice (Law 34)
Wenn der Batsman den Ball zweimal schlägt, sei es mit Körper oder Bat, verliert er sein Wicket.

#### Hit Wicket (Law 35)
Wenn der Batsman sein eigenes Wicket zu Fall bringt, verliert er sein Wicket. Dies gilt nicht, wenn er dadurch sich selbst schützt, sei es um ein Run out zu vermeiden oder einem geworfenen Ball auszuweichen.

#### Leg before Wicket (Law 36)
Wenn der Batsman den Ball zuerst mit dem Körper oder der Kleidung berührt und damit verhindert, dass der Ball auf seiner normalen Flugbahn das Wicket zerstört hätte, verliert er sein Wicket.

#### Behinderung der Feldspieler (Law 37)
Wenn der Batsman absichtlich die Feldspieler behindert, verliert er sein Wicket.

#### Run Out (Law 38)
Wenn ein Batsman seinen Bereich verlassen hat und der Ball währenddessen das ihm zugeordnete Wicket zu Fall bringt, verliert dieser Batsman sein Wicket. Es muss nicht derjenige Batsman sein, der gerade am Schlag war.

#### Stumped (Law 39)
Wenn der Batsman nach dem Schlag seinen Bereich verlassen hat und der Wicket-Keeper direkt das Wicket mit dem Ball Fall bringt, so verliert der Batsman sein Wicket und gilt als stumped.

#### Timed out (Law 40)
Nachdem ein Batsman ausgeschieden ist, hat der hineinkommende Batsman drei Minuten Zeit, um für seinen ersten Ball bereit zu sein. Ist er das nicht, verliert er sein Wicket.

### Unfaires Spiel (Laws 41 – 42)
Dieser Abschnitt behandelt in zwei langen Regeln, wie mit Regelverletzungen umzugehen ist und wie diese bestraft werden.

#### Unfaires Spiel (Law 41)
Fairness nimmt einen wichtigen Bestandteil des Spieles ein. Es ist Aufgabe der Kapitäne, dass ihre Spieler die Fairness wahren. So darf beispielsweise der Ball weder manipuliert (Ball tampering) noch gefährlich gebowlt werden, der Pitch nicht beschädigt oder auf ihm gelaufen werden. Derzeit enthält diese Regel 15 Unterpunkte für Aktionen, die als unfair eingestuft werden und somit bestraft werden können.

#### Verhalten der Spieler (Law 42)
Die Umpires haben eine Reihe von Möglichkeiten, Fehlverhalten von Spielern zu bestrafen. Dazu gehört übertriebenes Appellieren, jeglicher offene Widerspruch zum Umpire, oder Beleidigungen. In schweren Fällen kann dies zum zeitweisen Ausschluss des betroffenen Spielers führen, in extremen Fällen auch zum Spielausschluss.